# Nuglar-Sankt Pantaleon
Nuglar-Sankt Pantaleon (toponimo tedesco) è un comune svizzero di 1 482 abitanti del Canton Soletta, nel distretto di Dorneck.